# NGC 7291
NGC 7291 é uma galáxia lenticular (S0) localizada na direcção da constelação de Pegasus. Possui uma declinação de +16° 47' 01" e uma ascensão recta de 22 horas, 28 minutos e 29,4 segundos.
A galáxia NGC 7291 foi descoberta em 21 de Setembro de 1876 por Édouard Jean-Marie Stephan.